# Munfordville
Munfordville település az Amerikai Egyesült Államok Kentucky államában, Hart megyében, melynek megyeszékhelye is. Lakosainak száma 1686 fő (2020. április 1.).

## Népesség
A település népességének változása:

| 2010 | 1 615 |
| 2020 | 1 686 |